# Biblioteche più grandi d'Italia
Questa lista è suscettibile di variazioni e potrebbe essere incompleta o non aggiornata.

Lista delle biblioteche più grandi d'Italia in base al numero di volumi posseduti:
1. Biblioteca Nazionale Centrale di Firenze: 15.000.000[2]
2. Biblioteca Nazionale Centrale di Roma: 9.423.372 volumi[3]
3. Biblioteca Nazionale Vittorio Emanuele III di Napoli: 2.684.556 volumi[4]
4. Biblioteca Umanistica-Lettere, Università degli Studi di Firenze: 1.700.000 volumi[5]
5. Biblioteca Nazionale Braidense di Milano: 1.500.000 volumi[6]
6. Biblioteca universitaria di Bologna: 1.400.000 volumi[7]
7. Biblioteca nazionale di Torino: 1.340.000 volumi[8]
8. Biblioteca Universitaria Alessandrina di Roma: 1.216.969 volumi[9]
9. Biblioteca Nazionale Marciana di Venezia: 1.040.000 volumi[10]
10. Biblioteca Universitaria di Napoli: 900.000 volumi[11]
11. Biblioteca comunale dell'Archiginnasio di Bologna: 850.000 volumi[12]
12. Biblioteca Centrale della Regione Siciliana di Palermo, 763000 volumi[13]
13. Biblioteca Civica di Verona: 750.000 volumi circa[14]
14. Biblioteca Estense Universitaria di Modena: 750.000 volumi[15]
15. Biblioteca Palatina di Parma: 708.000 volumi[16]
16. Biblioteca Civica Angelo Mai di Bergamo: 700.000 volumi[17]
17. Biblioteca Statale di Cremona: 650.000 volumi[18]
18. Biblioteca Universitaria di Padova: 639.200 volumi[19]
19. Biblioteca Comunale Centrale di Milano: 635.944 volumi[20]
20. Biblioteca Municipale Antonio Panizzi di Reggio Emilia: 632.000 volumi[21]
21. Biblioteca Marucelliana di Firenze: 553.992 volumi[22]
22. Biblioteca Civica Centrale di Torino: 524.500 volumi[23]
23. Biblioteca Universitaria di Pavia: 508.222 volumi[24]
24. Biblioteca Queriniana di Brescia: 506.645 volumi[25]
25. Biblioteca Civica Aurelio Saffi di Forlì: 500.000 volumi[26]
26. Biblioteca Universitaria di Pisa: 500.000 volumi[27]